# NGC 6548
NGC 6548 (другие обозначения — UGC 11115, MCG 3-46-13, ZWG 113.20, KCPG 529B, PGC 61404) — линзообразная галактика (SB0) в созвездии Геркулес.
Этот объект входит в число перечисленных в оригинальной редакции «Нового общего каталога».